# Michael Janisch
Michael Janisch (* 21. Juli 1927 in Wien; † 29. November 2004 ebenda) war ein österreichischer Schauspieler. Sein Bruder Peter Janisch war ebenfalls Schauspieler.

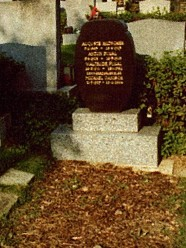
Grabstätte von Michael Janisch

## Leben
Janisch erhielt seine schauspielerische Ausbildung ab 1943 am Wiener Max-Reinhardt-Seminar. Seine Laufbahn startete er am Salzburger Landestheater.
Von 1949 bis 1987 war er Mitglied des Burgtheaters, wo er Rollen von William Shakespeare bis Arthur Schnitzler, aber auch von Franz Grillparzer oder Ferdinand Raimund spielte. Mit dem Amtsantritt von Claus Peymann verließ Janisch freiwillig das Burgtheater.
1968 wurde er zum Kammerschauspieler ernannt. Daneben war er auf vielen anderen deutschsprachigen Bühnen und bei den Salzburger Festspielen zu sehen.
In der Fernsehreihe Tatort war er ab 1984 als Inspektor Michael Fichtl neben Kurt Jaggberg als Oberinspektor Hirth bzw. Bruno Dallansky als Oberinspektor Pfeifer, ehe er von 1989 bis 1996 selbst die Leitung der Ermittlungen übernahm. Danach spielte er noch in zwei Folgen 1997 mit den Ermittlern Kant (Wolfgang Hübsch) und Varanasi (Johannes Nikolussi) den Chefinspektor Fichtl. Daneben stand er auch in anderen Fernsehserien und im Hörspielstudio vor Kamera und Mikrofon. 1955 spielte er in einer größeren Rolle den Oberleutnant Greifer in der Filmtrilogie 08/15 (in der Folge „In der Heimat“). 1973 hatte er eine Nebenrolle in dem Edgar-Reitz-Film Die Reise nach Wien.
Er starb im Wiener Allgemeinen Krankenhaus an Komplikationen nach einer Herzoperation und ruht auf dem Wiener Südwestfriedhof (Gruppe 64, Reihe 17, Nummer 35).

## Filmografie (Auswahl)
- 1953: Pünktchen und Anton
- 1955: Ihr erstes Rendezvous
- 1955:  Der letzte Akt
- 1955: 08/15 in der Heimat
- 1955: Seine Tochter ist der Peter
- 1957: Flucht in die Tropennacht
- 1958: Einmal noch die Heimat seh’n
- 1960: Der brave Soldat Schwejk
- 1960: Frauen in Teufels Hand
- 1960: Am Galgen hängt die Liebe
- 1962: Woyzeck
- 1963: Ein Alibi zerbricht
- 1963: Flucht der weißen Hengste (Miracle of the White Stallions)
- 1963: Liebe im 3/4-Takt (The Waltz King)
- 1966: Oberinspektor Marek – Tödlicher Unfall (Fernsehreihe)
- 1968: Fast ein Poet
- 1970: Das Kamel geht durch das Nadelöhr
- 1971: Der Fall Jägerstätter
- 1971: Wenn der Vater mit dem Sohne als Betriebsrat Nekol in 4 Folgen
- 1971: Gebissen wird nur nachts – das Happening der Vampire
- 1972: Sie nannten ihn Krambambuli
- 1973: Die Reise nach Wien
- 1974: Das Mädchen von Petrovka (The Girl from Petrovka)
- 1975: Totstellen (Fernsehfilm von Axel Corti)
- 1975: Komtesse Mizzi
- 1976: Jakob der Letzte (Fernsehfilm, nach dem Roman von Peter Rosegger)
- 1977: Die Standarte
- 1979: Das Geheimnis der eisernen Maske (The 5th Musketeer)
- 1982: Die Erben
- 1982: Tatort: Mordkommando (als Informant Molitor)
- 1983: Wagner – Das Leben und Werk Richard Wagners
- 1984–1997: Tatort (Fernsehreihe) (als Inspektor/Oberinspektor/Chefinspektor Fichtl)
  - 1984: Der Mann mit den Rosen
  - 1985: Fahrerflucht
  - 1985: Des Glückes Rohstoff
  - 1985: Nachtstreife
  - 1986: Das Archiv
  - 1986: Alleingang
  - 1986: Wir werden ihn Mischa nennen
  - 1987: Die offene Rechnung
  - 1987: Superzwölfer
  - 1987: Wunschlos tot
  - 1987: Der letzte Mord
  - 1987: Atahualpa
  - 1987: Flucht in den Tod
  - 1988: Feuerwerk für eine Leiche
  - 1989: Geld für den Griechen
  - 1989: Blinde Angst
  - 1990: Seven Eleven
  - 1991: Telefongeld
  - 1992: Kinderspiel
  - 1993: Stahlwalzer
  - 1994: Ostwärts
  - 1995: Die Freundin
  - 1996: Kolportage
  - 1997: Hahnenkampf
  - 1997: Morde ohne Leichen

## Auszeichnungen (Auswahl)
- Österreichisches Ehrenkreuz für Wissenschaft und Kunst I. Klasse
- Goldenes Ehrenzeichen für Verdienste um die Republik Österreich
- Jugendkunstmedaille der Stadt Wien